# Construction de Kantor-Koecher-Tits
En algèbre, la construction de Kantor-Koecher-Tits est une méthode de construction d'une algèbre de Lie à partir d'une algèbre de Jordan, introduite par Jacques Tits, Isaiah Kantor et Max Koecher dans les années 1960.
Pour une algèbre de Jordan J, la construction de Kantor-Koecher-Tits met une structure d'algèbre de Lie sur J ⊕ J ⊕ Inn(J), la somme de deux copies de J et de l'algèbre de Lie des dérivations intérieures de J.
Lorsqu'on l'applique à une algèbre de Jordan exceptionnelle de dimension 27, on obtient une algèbre de Lie de type E7 de dimension 133.
La construction de Kantor-Koecher-Tits a été utilisée par Victor Kac pour classer les superalgèbres de Jordan simples de dimension finie.